# Cieux
Cieux (tiếng Occitan: Síus) là một xã của tỉnh Haute-Vienne, thuộc vùng Nouvelle-Aquitaine, miền trung nước Pháp.